# Jeremy Herrin
Jeremy Herrin (New York, 19 gennaio 1970) è un regista teatrale e direttore artistico britannico.

## Biografia
Nato a New York nel 1970, Jeremy Herrin ha studiato al Royal Conservatoire of Scotland e tra il 1993 e il 1995 è stato assistente alla regia di Stephen Daldry al Royal Court Theatre. Dopo aver lavorato al National Theatre dal 1995 al 1999, ha proseguito con l'attività teatrale a Newcastle upon Tyne. Ha ottenuto il suo primo successo nel 2007 con la prima assoluta al Royal Court di That Face di Polly Stenham, poi riproposto nel West End. Nel 2009 è tornato a collaborare con Stenham come regista di Tusk Tusk, valsogli una candidatura all'Evening Standard Theatre Award al miglior regista. Tra il 2009 e il 2013 è stato vice-direttore artistico del Royal Court, mentre tra il 2013 e il 2020 ha diretto l'Headlog Theatre.
Nel 2011 ha diretto Molto rumore per nulla al Shakespeare's Globe con Eve Best e Charles Edwards, mentre nel 2013 è stato candidato al Premio Laurence Olivier per la sua regia di This House di James Graham al National Theatre. Nel 2015 ha esordito a Broadway alla regia di una riduzione teatrale di Wolf Hall, che aveva precedentemente diretto per la Royal Shakespeare Company e che gli è valsa una candidatura al Tony Award alla miglior regia di un'opera teatrale. Successivamente ha lavorato prevalentemente nel West End londinese, dirigendo allestimenti di alto profilo, tra cui Erano tutti miei figli all'Old Vic con Bill Pullman e Sally Field (2019), La visita della vecchia signora al National Theatre con Lesley Manville e Hugo Weaving (2020), Lo zoo di vetro con Amy Adams al Duke of York's Theatre (2022) e Lungo viaggio verso la notte con Brian Cox e Patricia Clarkson al Wyndham's Theatre (2024).